# Calceolaria martinezii
Calceolaria martinezii är en toffelblomsväxtart som beskrevs av Kränzl.. Calceolaria martinezii ingår i släktet toffelblommor, och familjen toffelblomsväxter. Inga underarter finns listade i Catalogue of Life.